# Philenora brunneata
Philenora brunneata är en fjärilsart som beskrevs av Daniel 1965. Philenora brunneata ingår i släktet Philenora och familjen björnspinnare. Inga underarter finns listade i Catalogue of Life.